# Золотоборідник звичайний
Золотоборідник звичайний, Золотобородник цикадовий (Chrysopogon gryllus) — вид трав'янистих рослин з родини злакові (Poaceae), поширений у середній і південній Європі, помірній і тропічній Азії.

## Опис
Багаторічник, який утворює міцні купини. Стебла міцні, до 1.5 м заввишки, шершаві нижче волоті. Листові пластини блідо-жовто-зелені, лінійні, 30 × 0.2–0.4 см. Волоть 6–25 см, пурпурувата.

## Поширення
Поширений у середній і південній Європі, помірній і тропічній Азії.

### Поширення в Україні
В Україні вид зростає на пісках, відкритих вапнякових схилах, серед чагарників — на півдні Степу та в західному Лісостепу, рідко. Занесений до Червоної книги України. Природоохоронний статус виду «вразливий».